# Болезнь Абта — Леттерера — Сиве
Болезнь Абта — Леттерера — Сиве — острая распространенная форма гистиоцитоза X, характеризующаяся образованием очагов разрастания атипических гистиоцитов в коже, костях, внутренних органах.
Клиническая картина заболевания впервые была описана в 1924 году Леттерером. Спустя некоторое время, в 1933 г., Сиве определил заболевание к ретикулоэндотелиозам с нарушением обмена веществ.

## Эпидемиология
Заболевание проявляется в возрасте от 1 до 3 лет. Мальчики страдают в 2 раза чаще, чем девочки. В год регистрируется примерно 5 случаев на 1 млн детей.

## Этиология
Этиология заболевания неясна. Существуют несколько теорий возникновения заболевания. Наиболее перспективной считается теория воспалительного генеза заболевания. Некоторые ученые являются сторонниками опухолевой природы заболевания, а некоторые придают немалое значение вирусным инфекциям.

## Патогенез
Ключевым фактором в патогенезе заболевания является пролиферация гистиоцитов. Особенностью морфологии данных гистиоцитов является их способность к накоплению большого количества сложных липидов.

## Клиническая картина
Заболевание очень тяжелое. Начинается остро, молниеносно. Кожа поражается зудящими эритемато-сквамозными участками. Высыпания могут приобретать генерализованный характер. Образуются мелкие папулезные высыпания диаметром 1–2 мм, красновато-коричневого цвета, в некоторых случаях с геморрагическим компонентом.
В связи с нарушением барьерной функции кожи и сниженной резистентности к инфекциям, появляются следующие симптомы заболевания:
- бактериальный сепсис;
- тонзиллиты;
- лимфаденопатии;
- стоматиты;
- отиты;
- пневмонии;
- поражение костей (остеолитические очаги).

## Дифференциальная диагностика
Дифференциальную диагностику проводят со следующими заболеваниями:
- себорейный дерматит;
- атопический дерматит;
- болезнь Дарье-Уайта;
- эритродермия Лейнера-Муссу;
- болезнь Хенда-Шюллера-Крисчена;
- синдром Фелти[1].

## Диагностика
Диагноз выставляется на основании клинической картины и гистологического исследования. Для оценки поражения внутренних органов используют КТ и УЗИ. Для оценки костей используют рентгенологическое исследование.

## Лечение
Основу лечения болезни Абта — Леттерера — Сиве составляют глюкокортикоиды и цитостатики.